# 제6회 미쟝센 단편 영화제
제6회 미쟝센 단편 영화제는 2007년 6월 27일에 열린 시상식이다.

## 수상 및 후보

### 비정성시 최우수작품상
- 햇살 쏟아지던 날 - 유영대 수상

### 사랑에관한짧은필름 최우수작품상
- 쌍둥이들 - 문제용 수상

### 절대악몽 최우수작품상
- 프랑스 중위의 여자 - 백승빈 수상

### 희극지왕 최우수작품상
- 민요 삼총사 - 이호경 수상

### 4만번의구타 최우수작품상
- 단편 손자병법 - 권혁재 수상

### 심사위원 특별상 연기부문
- 쌍둥이들 - 박혁권 수상
- 쌍둥이들 - 오지은 수상

### 미쟝센 촬영상
- 십분간 휴식 - 김순용 수상

### 심사위원 대상
- 십분간 휴식 - 이성태 수상

### 관객상
- 보람이에겐 뭔가 특별한 것이 있다 - 최원섭 수상

### 비정성시 부문
- 강변북로 - 유성엽
- 고필덕 - 최정식
- 명환이 셀카 - 이상근
- 새끼여우 - 이유림
- 성북항 - 신민재
- 수다쟁이들 - 고태정
- 십분간 휴식 - 이성태
- 알게 될 거야 - 김영제
- 열정 가득한 이들 - 유승조
- 자전거 도둑 - 이걸기
- 피는 멈추지 않는다 - 김승현
- 할매와 매다기 - 윤혜렴

### 사랑에 관한 짧은 필름 부문
- 나를 떠나지 말아요 - 신이수
- 너의 의미 - 손원평
- 능곡 - 좌성한
- 모나코 그늘 속의 28℃ - 김의균
- 사랑은 뇌를 타고 - 유혜민
- 승권아 어딨니 - 김종찬
- 아들의 것 - 이수진
- 에펠탑과 멋진 그녀 - 권만기
- 열대병 - 여인원
- 眞(jean) - 조선희
- 퀴즈쇼 - 이대희
- 클로즈 투 유 - 신예인

### 희극지왕 부문
- 궁금해요 그대 팬티 - 이진우
- 그녀를 원해 - 이장호
- 보람이에겐 뭔가 특별한 것이 있다 - 최원섭
- 봉천동 미스터리 - 강원구
- 불타는 김대리의 밤 - 공부성
- 샘 퍼킨파 회고전 - 천남석
- 수박병아리 - 원종식
- 엉덩이 - 김선아
- 위대한 시인 - 서동성

### 절대악몽 부문
- 가족 같은 개, 개 같은 가족 - 박수영 외 1명
- 공전궤도 - 이준수
- 다리들 - 이혜영
- 불한당들 - 장훈
- 비몽 - 조가현
- 연화 - 임성현
- 영화만들기의 기초 - 이현수
- 초콜렛중독 - 오현주
- 측두엽 제거수술 - 백관호
- 사과 - 문형모
- 기프트 - 이인의
- Murmur - 최재선 외 4명
- 스태리 나잇 - 박근표

### 4만번의 구타 부문
- 13번째 라운드 - 이윤석
- 그날 밤의 축제 - 최국희
- 당신에게 일어날 수 있는 일 - 김가온
- 더 불리츠 - 유용지
- 드라이버 - 김종관
- 뼈칼 - 김민석
- 어느 날-소매치기 일당과 준형 - 박준형
- 정서적 싸움 - 신재영
- 나의 귀여운 베티 - 손병준

### 해외 초청작
- KOD - 사니퐁 수디판
- 수퍼 수도사 - 세바스티앙 호
- 수퍼 프렌즈 - 도밍고 곤잘레스
- 수퍼 패그 - 커트 쾰러
- 위험: 닥터 포이즌 - 호세 루벤 에스칼란테 멘데즈
- 류세이 과장 - 안노 히데아키
- 죤 - 로베르토 가젤리
- 스시 저팬 - 타나카 켄지
- 만 장의 사진 속의 너 - 로빈 킹
- 비치 - 릴라 밴덴버그
- 타데오 존스 - 엔리케 가토
- 마라케시에 눈이 내린다 - 히샴 알하얏
- 퀴즈 - 르노 칼버
- 에라모스 포코스 - 보르야 코비아가
- 아주 특별한 선물 - 기 티스
- 트루 러브 - 애덤 브로디

### 프로그래머 스펙트럼
- 우중산책 - 임순례
- 그랜드파더 - 김용균
- 경멸 - 김진한
- 모범시민 - 김 본
- 영창 이야기 - 곽경택
- 낙타 뒤에서 - 이상인
- 간과 감자 - 송일곤
- 생강 - 정지우
- 기념 촬영 - 정윤철
- 플레이백 - 윤종찬
- 스케이트 - 조은령